# Washingtonmeer
Lake Washington is een meer in de Amerikaanse staat Washington. Het is het grootste natuurlijke meer in King County en de op een na grootste in de staat Washington (na Lake Chelan). Het wordt omringd door de stad Seattle in het westen, Bellevue en Kirkland in het oosten, Renton in het zuiden en Kenmore in het noorden. Daarnaast omgeeft het zelf ook Mercer Island. De watermassa's worden aangevoerd via de Sammamish River in het noorden en Cedar River in het zuiden.
Het was Thomas Mercer die in 1854 het voorstel had om het meer te vernoemen naar George Washington. Dit op het moment dat het recentelijk opgerichte Washingtonterritorium een jaar eerder naar dezelfde persoon vernoemd werd. De stam van de Duwamish noemden het "Meer Xacuabš" (in hun taal het Lushootseed betekent dit letterlijk "grote-hoeveelheid-water"). Rond de jaren 1900 begon de omringende stad rioolwater in Lake Washington te dumpen. Na de vaststelling van de grote vervuiling van het water verwees het dagblad Post Intelligencer van 5 oktober 1963 naar het meer onder de naam "Lake Stinko" ("Stinkmeer"). Sindsdien werden er grote verbeteringen aangebracht waardoor de ecologie en de waterkwaliteit zich kon herstellen. Met als gevolg werd het water twee keer zo helder in vergelijking met de situatie in 1950. De plaatselijke luchtvaartmaatschappij Kenmore Air zet watervliegtuigen in voor het transport van passagiers vanuit de haven Kenmore Air Harbor aan het noordelijke uiteinde van het meer.